# チネドゥ・オバシ・オグブケ
チネドゥ・オバシ・オグブケ（Chinedu Obasi Ogbuke, 1986年6月1日）は、ナイジェリア・エヌグ出身の元サッカー選手。元ナイジェリア代表。現役時代のポジションはフォワード。

## 経歴

### クラブ
ノルウェーのFCリン・オスロでは、同じくナイジェリア代表でのちにチェルシーFCに移籍するジョン・ミケル・オビとチームメイトだった。2006年12月20日にはロシアのFCロコモティフ・モスクワへの移籍が報じられ、2007年1月にロシアに渡る予定であったが、12月下旬にロコモティフの会長とスポーツディレクターと監督が解任され、移籍計画は頓挫した。
2007年8月27日、ドイツ・ツヴァイテリーガ（2部）のTSG1899ホッフェンハイムに移籍した。移籍金は明らかにされていない。2007-08シーズンは12得点してブンデスリーガ（1部）昇格に貢献し、2008-09シーズンは前半戦で6得点してチームの好調に一役買ったが、後半戦はチームの失速もあって無得点に終わった。
2011年12月23日、半年間の契約でシャルケ04にレンタル移籍した。2012-13シーズンからはシャルケに完全移籍。
2016年8月4日、スウェーデンのAIKソルナに移籍。
2017年2月4日、スヴェン＝ゴラン・エリクソンが監督を務める深圳市足球倶楽部に移籍。
2017年2月26日、AIKソルナに復帰した。
2018年3月3日、トライアルを経てボルトン・ワンダラーズFCに加入した。
2018年8月12日、シーズン終了までの契約でIFエルフスボリに加入した。
2019年1月21日、自身3度目のAIK加入が発表された。

### 代表
2005年にはオランダで開催されたFIFAワールドユース選手権に出場した。オバシは準決勝と決勝でそれぞれ得点する活躍を見せたが、決勝でU-20アルゼンチン代表に敗れた。2010年にはアフリカネイションズカップ2010に出場し、グループリーグ初戦のエジプト戦(1-3)では12分に得点した。準決勝のガーナ戦でも傑出したプレーを見せたが、ガーナに敗れて3位に終わった。

## 代表歴

### 出場大会
- ナイジェリア代表
  - 2010 FIFAワールドカップ

### 試合数
- 国際Aマッチ 22試合 2得点（2005年-2011年）[10]

| ナイジェリア代表 | 国際Aマッチ | 国際Aマッチ |
| 年               | 出場        | 得点        |
| ---------------- | ----------- | ----------- |
| 2005             | 1           | 0           |
| 2006             | 2           | 0           |
| 2007             | 0           | 0           |
| 2008             | 1           | 0           |
| 2009             | 1           | 0           |
| 2010             | 12          | 1           |
| 2011             | 5           | 1           |
| 通算             | 22          | 2           |

## タイトル

### クラブ
- FCリン・オスロ

エリテセリエン 月間最優秀選手 : 2006年8月
エリテセリエン 最優秀若手選手賞 : 2006

### 代表
- U-17ナイジェリア代表

FIFA U-17世界選手権 準優勝 : 2001
- U-20ナイジェリア代表

FIFAワールドユース選手権 準優勝 : 2005
- U-23ナイジェリア代表

夏季オリンピック 銀メダル : 2008
- ナイジェリアA代表

アフリカネイションズカップ 3位 : 2010